# Drăculea Bandului
Drăculea Bandului (węg. Drekulyatelep) – wieś w Rumunii, w okręgu Marusza, w gminie Band. W 2011 roku liczyła 119 mieszkańców.